# Angélica Balabanova
Angélica Isaacovna Balabánova también Angelica Balabanoff (en ruso: Анжелика Исааковна Балабанова; Chernígov, Imperio ruso, probablemente el 8 de mayo de 1869  - Roma, 25 de noviembre de 1965) fue una militante socialdemócrata y comunista cosmopolita italiana de origen judío ucraniano.

## Fecha de nacimiento
Balabanova mantuvo en secreto su verdadera fecha de nacimiento durante toda su vida. La biógrafa Maria Lafont encontró en sus investigaciones documentales al menos diez fechas diferentes, entre 1869 y 1878, en las que difieren tanto el día como el mes. En una entrevista con las autoridades suizas, Balabanova afirmó que ya no recordaba la fecha exacta. La fecha que figura en su lápida es el 4 de agosto de 1877, que se remonta a una instrucción dada a sus albaceas para que declararan ese día como su fecha de nacimiento oficial. Sin embargo, basándose en sus propias investigaciones en diversas cartas, Lafont considera que el 8 de mayo de 1869 es la fecha probable de nacimiento y sospecha que Balabanova se hizo más joven durante toda su vida, posiblemente para ocultar un matrimonio precoz en Ucrania. No se han encontrado registros oficiales de su nacimiento.

## Biografía
Angélica Balabánova creció en el seno de una familia judía en Ucrania. Su padre, Isaac Balabánov, era propietario una gran fábrica del pueblo, además de poseer muchas hectáreas de terrenos fértiles. Angélica recibió una sólida educación y hablaba varios idiomas. Desde que salió al extaranjero en 1895, vivió en diferentes países: Bélgica, Suiza, Francia, Estados Unidos e Italia. Descubrió las ideas revolucionarias en la Universidad de Bruselas, donde estudió. Tras instalarse en Roma, comienza a organizar a los trabajadores de la industria textil y se adhirió al Partido Socialista Italiano en 1900. Frecuentó a personalidades como Antonio Labriola (quien fue su tutor de doctorado), Giacinto Menotti Serrati, Benito Mussolini (en aquel entonces socialista) y Filippo Turati, y escribió artículos para el periódico socialista Avanti!. Participó asimismo en esta época en la organización de conferenicas internacionales de mujeres socialistas, con Clara Zetkin.
Durante la Primera Guerra Mundial, formó parte de la minoría socialista denominada internacionalista. Reclamó fuertemente la expulsión de Mussolini, cuando este, al que había contribuido a formar políticamente, adopta posiciones intervencionistas. Difunde entre los socialistas italianos las ideas del periódico de Trotski, Nache Slovo, del que traduce los artículos. Participa en la conferencia de Zimmerwald en 1915 y fue designada como secretaria general de la organización creada por su conocimiento de las lenguas europeas. Viviendo en Suecia, país neutral, frecuenta a la izquierda socialista sueca, entre la que conoce al futuro militante comunista Ture Nerman.
Angélica Balabánova se une al partido bolchevique ruso en 1917, Tiene un papel importante en los primeros años de la Internacional Comunista, trabajando con Lenin, Trotski, Grigori Zinóviev y Christian Rakovsky. Víctor Serge, que la conoció en el Ejecutivo de la Internacional, la describe así: "Menuda, su fina mirada ya maternal entornada por una doble cinta de cabellos negros, resplandeciendo a su alrededor una extrema gentileza, Angélica Balabánova esperaba más bien una Internacional aérea, generosa y un poco romántica. Poco a poco, se vuelve crítica con los métodos de la Cheka y la represión, abandonando Rusia en 1922 de acuerdo con Lenin, que estimaba su integridad e intransigencia, uniéndose se de nuevo en Italia a los socialistas, que, encabezados por Serrati, rechazaban someterse a ciertas exigencias del Komintern.
Continúa dirigiendo al grupo socialista maximalista italiano tras la salida de Serrati al Partido Comunista de Italia. Tras la victoria del fascismo, se refugia en Suiza. Participa en el Buró Internacional de Información de los Partidos Revolucionarios Socialistas, que se une al Centro marxista revolucionario internacional en el momento de su creación en la década de 1930. Vivió a continuación en París, luego en Nueva York y vuelve a Italia una vez acabada la Segunda Guerra Mundial.
Después de 1947, se une a Giuseppe Saragat en su rechazo a una alianza del PSI y del PCI. Crearon un Partido Obrero Socialista Italiano que se convertiría en el Partido Socialista Democrático Italiano.

## Obras
- 'La mia vita di rivoluzionaria', 1981.
- Lenin visto da vicino.
- Poemas en varias lenguas (inglés, español, francés, italiano y ruso).

Los archivos de Angélica Balabánova se conservan en el Instituto internacional de historia social de Ámsterdam.